# Friedrich Hans Schaefer
Friedrich Hans Schaefer, eigentlich Bruno Hermann Friedrich Schaefer (* 24. März 1908 in Rostock; † 1. Dezember 1998 in Ahrensburg) war ein deutscher Schneidermeister, Lehrer und niederdeutscher Schriftsteller.

## Leben
Friedrich Hans Schaefer war der Sohn eines Schneidermeisters. Er besuchte in Rostock die Realschule, wo schon seine Lehrer seine herausragende musische Begabung erkannten und ihm rieten, einen künstlerischen Beruf zu ergreifen. Seine Eltern unterstützten ihn dabei allerdings nicht und ließen ihn nach neunjähriger Schulzeit eine Lehre zum Herrenschneider beginnen. Neben dieser schaffte es Schäfer aber weiterhin, als Autor, Bühnenbildner und Schauspieler tätig zu sein, indem er Stücke auf seiner Marionettenbühne darstellte. Ab 1926 war er Schneidergeselle in Dresden und ab 1929 Schneidermeister in Rostock.
Von 1930 bis 1932 besuchte Schaefer die Handelshochschule und das Berufspädagogische Institut in Berlin. Er wechselte die Berufsrichtung und wurde Lehrer an Berufsschulen, heiratete und bekam eine Stelle in Lübeck. Im Zweiten Weltkrieg wurde er als Soldat schwer verletzt, erholte sich aber von seiner Verwundung und arbeitete in einer Rüstungsfabrik. In dieser Zeit schrieb er viele Briefe an seine Kinder, in denen er literarische Figuren entwickelte, aus denen er später Geschichten für Erwachsene in niederdeutscher Sprache entstehen ließ. 1950 wurde er Lehrer an der Kreisberufsschule in Ahrensburg; 1973 pensioniert. Sein erstes Theaterstück Dat weer de Knieperkaat wurde 1964 in Ahrensburg, Kreis Stormarn, uraufgeführt.
Schaefer gehörte zu den produktivsten und kreativsten niederdeutschen Autoren: Mehr als 20 Hörspiele schrieb er seit Mitte der 1960er Jahre für den Norddeutschen Rundfunk und Radio Bremen, zumeist aktuelle, zeitgemäße, wegweisende Stücke. Hinzu kamen etliche Theaterstücke. Einen Namen machte er sich aber vor allem mit meisterlichen Nachdichtungen etwa von Goethes Faust (De Holsteensche Faust, Leer 1974),  Kleists Der zerbrochne Krug (Dat Schörengericht), Balladen un Leeder nach François Villon oder Pippi Langstrumpf nach Astrid Lindgren.

## Ehrungen
- 1980 Hans-Böttcher-Preis der Alfred Toepfer Stiftung F. V. S.
- 1984 Johannes-Gillhoff-Preis
- 1989: Mecklenburger Kulturpreis
- 1995 Bundesverdienstkreuz / Verdienstkreuz am Bande

## Hörspiele

### Autor
- 1966: De Wegg torügg. Niederdeutsches Hörspiel – Redaktion und Regie: Curt Timm (Original-Hörspiel – NDR)
  - Sprecher: Hartwig Sievers, Hilde Sicks, Ingeborg Walther, Uwe Friedrichsen, Bruno Vahl-Berg, Jochen Schenck u. a.
- 1967: De mit dat Teken. Niederdeutsches Hörspiel – Regie: Curt Timm (auch Sprecher) (Original-Hörspiel – NDR)
  - Sprecher: Marga Maasberg, Uwe Friedrichsen, Hanno Thurau, Hans Fitze, Hilde Sicks, Ingeborg Walther u. a.
- 1968: De Narr – Regie: Curt Timm (Mundart-Hörspiel – NDR)
  - Sprecher: Uwe Friedrichsen, Ingeborg Walther, Reinhold Nietschmann, Karl-Otto Ragotzky, Karl-Heinz Kreienbaum, Utz Richter u. a.
- 1969: Mit frömde Papiern. Niederdeutsches Hörspiel – Regie: Curt Timm (Original-Hörspiel – NDR)
  - Sprecher: Hilde Sicks, Uwe Friedrichsen, Jochen Schenck, Heinz Lanker, Ingeborg Walther, Ernst Grabbe u. a.
- 1971: Een Mann keem na Sülversand. Niederdeutsches Hörspiel – Regie: Jochen Schenck (Original-Hörspiel – NDR)
  - Sprecher: Karl-Heinz Kreienbaum, Christa Wehling, Edgar Bessen, Herma Koehn, Heinz Lanker, Rudolf Beiswanger, Jürgen Pooch u. a.
- 1972: Op de Ledder. Niederdeutsches Hörspiel – Regie: Curt Timm (Original-Hörspiel – NDR)
  - Sprecher: Heinz Ladiges, Ulla Mahrt, Bruno Vahl-Berg, Hilde Sicks, Karl-Heinz Kreienbaum, Heinz Lanker und Rudolf Beiswanger
- 1972: Verlorn Drööm. Niederdeutsches Hörspiel – Regie: Curt Timm (Original-Hörspiel – NDR)
  - Sprecher: Jochen Schenck und Hilde Sicks
- 1973: Blauen Dunst. Niederdeutsche Funksatire – Regie: Curt Timm (Original-Hörspiel – NDR)
  - Sprecher: Heinz Lanker, Karl-Heinz Kreienbaum, Heinz Ladiges, Marga Maasberg, Fritz Hollenbeck, Manfred Steffen, Otto Lüthje, Gertrud Prey u. a.
- 1974: Kaffefohrt. Niederdeutsches Hörspiel – Regie: Curt Timm (Original-Hörspiel – RB/NDR)
  - Sprecher: Wolfgang Schenck, Horst Beck, Manfred Steffen, Günter Siebert, Hilde Sicks, Erika Rumsfeld u. a.
- 1975: Gesellenstück. Niederdeutsches Hörspiel – Regie: Curt Timm (Original-Hörspiel – RB)
  - Sprecher: Ivo Braak, Hilde Sicks, Hanno Thurau, Hans-Jürgen Ott, Renate Delfs, Hans Daniel u. a.
- 1977: Een Knüppel liggt verdwaß. Niederdeutsches Hörspiel – Regie: Curt Timm (Original-Hörspiel – RB/NDR)
  - Sprecher: Uwe Friedrichsen, Manfred Steffen, Jochen Schenck, Bernd Wiegmann, Christine Brandt, Ulla Mahrt u. a.
- 1977: Ohm Asmus. Niederdeutsches Hörspiel – Regie: Curt Timm (Original-Hörspiel – RB/NDR)
  - Sprecher: Ivo Braak, Hilde Sicks, Peter Nissen, Lothar Grützner, Erika Rumsfeld, Paul Edwin Roth u. a.
- 1978: Frollein Claudia. Niederdeutsches Hörspiel – Regie: Curt Timm (Original-Hörspiel – RB/NDR)
  - Sprecher: Ursula Hinrichs, Mariechen Eichhorn, Kurt A. Jung, Heinz Lanker, Ilse Seemann, Heinrich Morf u. a.
- 1978: De holsteensche Faust. Niederdeutsche Bearbeitung von Goethes Faust I – Regie: Curt Timm (Hörspielbearbeitung – RB/NDR)
  - Sprecher: Wolfgang Schenck, Uwe Friedrichsen, Ursula Hinrichs, Christine Brandt, Ivo Braak, Wilhelm Wieben, Manfred Reddemann u. a.
- 1980: De Döör stunn apen. Niederdeutsches Hörspiel – Regie: Curt Timm (Original-Hörspiel – RB/NDR)
  - Sprecher: Ruth Bunkenburg, Peter Nissen, Ivo Braak u. a.
- 1981: En Knüppel ligg twiärs – Regie: Wolfram Rosemann (Mundart-Hörspiel – WDR)
  - Sprecher: Werner Brüggemann, Hannes Demming, Martin Böttcher, Bernhard Frehe, Hanni Fockele-Grollmes, Elisabeth Georges u. a.
- 1981: Petra DNS 12/2000 – Regie: Hans-Jürgen Ott (Original-Hörspiel, Science-Fiction-Hörspiel, Mundart-Hörspiel – RB/NDR)
  - Sprecher: Gerlind Rosenbusch, Siemen Rühaak, Brigitte Alexis, Christine Brandt, Almut Sandstede, Rolf Bohnsack u. a.
- 1982: Gröpelgraben 46. Niederdeutsches Hörspiel – Regie: Hans Helge Ott (Original-Hörspiel – RB/NDR)
  - Sprecher: Walter Kreye, Karla Schütt, Heinz Schacht, Gerlind Rosenbusch, Claus Boysen, Ingrid Andersen u. a.
- 1983: Nachtmanöver. Plattdeutsches Kriminalhörspiel – Regie: Rolf Nagel (Original-Hörspiel – RB/NDR)
  - Sprecher: Ernst Grabbe, Marlen Dieckhoff, Peter Nissen, Wolfgang Schenck, Herma Koehn, Fritz Hollenbeck und Wolf Rahtjen
- 1985: Lüttmann un Levegott. Niederdeutsches Hörspiel – Regie: Michael Leinert (Original-Hörspiel – RB/NDR)
  - Sprecher: Walter A. Kreye, Siemen Rühaak, Rolf Nagel, Klaus-Dieter Stenzel, Christine Brandt, Wolfgang Schenck, Meike Meiners u. a.
- 1993: Keeneen kennt Nusa Penida. Niederdeutsches Hörspiel – Regie: Jochen Schütt (Original-Hörspiel – RB/NDR)
  - Sprecher: Wolfgang Schenck, Klaus Nowicki, Christine Brandt, Arno Hensen, Meike Meiners, Edda Loges u. a.

### Sonstiges
- 1985: Een Dag in'n Mai. Plattdeutsche Autoren erinnern sich an den 8. Mai 1945 (Dokumentarhörspiel – NDR/RB)

Anfang Mai 1985, vierzig Jahre nach Kriegsende, bat der Schriftsteller und Journalist Michael Augustin niederdeutsche Autoren darum, ihre persönlichen Eindrücke an dem Tag der Kapitulation Nazi-Deutschlands zu schildern. In der knapp 46-minütigen Produktion sprach unter anderem Friedrich Hans Schaefer.